# San Juan Nepomuceno (Paraguay)
San Juan Nepomuceno è una città del Paraguay, situata nel dipartimento di Caazapá, ad una distanza di 249 km dalla capitale del paese, Asunción. Forma uno dei dieci distretti in cui è suddiviso il dipartimento.

## Caratteristiche
La città fu fondata dal governatore Don Lázaro de Rivera nel 1798 come riduzione per accogliere gli indios Charabanás allontanatisi volontariamente dai territori portoghesi e la sua chiesa fu dedicata al santo boemo Giovanni Nepomuceno. La sua principale attività economica è l'agricoltura.

## Popolazione
Al censimento del 2002 Tavaí contava una popolazione urbana di 6.937 abitanti (24.243 nel distretto), secondo i dati della Dirección General de Estadística, Encuestas y Censos.